# Лукас Пьерре
Лукас Пьерре Сантос Оливейра, более известный как Лукас Пьерре, или просто Пьерре (порт.-браз. Lucas Pierre Santos Oliveira; род. 19 января 1982, Итороро, штат Баия) — бразильский футболист, выступавший на позиции полузащитника оборонительного плана.

## Биография
Лукас Пьерре — воспитанник школы «Витории» из Салвадора, столицы родного штата игрока, Баии. Однако на взрослом уровне Пьерре дебютировал в 2002 году в составе команды из штата Сан-Паулу, «Итуано». За «железнодорожников» Пьерре выступал в общей сложности только 2 сезона — в 2003 году его отдавали в аренду в клуб Серии A «Парану», куда он окончательно перешёл в 2005 году. С «Итуано» Пьерре выиграл единственный в истории этого клуба серьёзный трофей — Лигу Паулисту 2002 года, хотя в том турнире не участвовала «большая четвёрка» клубов штата Сан-Паулу.
В 2006 году помог своей команде занять 5-е место в чемпионате Бразилии — наивысший успех в истории клуба, и квалифицироваться в Кубок Либертадорес. Примечательно, что три самых высоких места в Серии A «Парана» занимала именно с Пьерре в составе (2003 год — 10-е, команда впервые квалифицировалась в Южноамериканский кубок; 2005 — 7-е место; 2006 — 5-е место). После того, как Пьерре перешёл в 2007 году в «Палмейрас», «Парана» в том же году заняла 19-е место и вылетела из элиты в Серию B.
В «Палмейрасе» Пьерре стал одним из самых востребованных игроков и любимцем болельщиков. Несмотря на то, что опорный полузащитник редко забивал голы, он получил уважение за самоотдачу на поле, лидерские качества и цепкую игру. Болельщики не оставались равнодушными и к семейным проблемам своего любимца. В июле 2008 года жена Пьере, Моэма, родила двойню — это были преждевременные роды, на 7 месяце беременности. Мальчик умер через несколько часов после рождения, а девочка, Пьетра, была спасена и выписана из больницы спустя 3 месяца. В июне 2009 года Моэма потеряла ребёнка на 5 месяце беременности. Тысячи болельщиков слали письма и сообщения на сайт «Палмейраса» со словами поддержки. Кроме того, в 2010 и начале 2011 года Пьерре часто травмировался, включая травму бедра, полученную в автоаварии, которая вывела игрока из строя на 3 месяца.
В августе 2011 года Пьерре был отдан в аренду в «Атлетико Минейро» до конца года. 9 января 2012 года «Петушки» подписали уже полноценный 3-летний контракт с Пьерре. Частью сделки стал Даниэл Карвальо, отправившийся из Белу-Оризонти в «Палмейрас». В итоге бывший клуб Пьерре вылетел по итогам сезона 2012 в Серию B, а сам Пьерре, став одним из лидеров «Атлетико», до последнего тура боролся за титул чемпиона Бразилии.
В 2013 году Пьерре помог своей команде впервые в истории выиграть Кубок Либертадорес. Наряду с Роналдиньо, Жо и вратарём Виктором, Пьерре провёл все 14 матчей своей команды в победной кампании.

## Титулы и достижения
Командные
- Чемпион штата Сан-Паулу (2): 2002, 2008
- Чемпион штата Минас-Жерайс (2): 2012, 2013
- Чемпион штата Парана (2): 2006, 2018
- Вице-чемпион Бразилии (1): 2012
- Обладатель Кубка Бразилии (1): 2014
- Обладатель Кубка Либертадорес (1): 2013

Личные
- Участник символической сборной чемпионата Бразилии по версии Placar (1): 2009
- Участник символической сборной Лиги Минейро (1): 2012